# Lukas Babalola
Lukas Babalola Andersson (9 februari 1997) is een Deense voetbaltrainer die onder andere voor Lyngby, Aalborg en Sparta Praag heeft gewerkt. Van 1 juli 2024 tot 10 februari 2025 was hij assistent-trainer bij Feyenoord .

## Carrière

### Assistent-trainer
Babalola begon zijn carrière als jeugdtrainer bij Holbæk B&I, maar stapte al snel over naar Køge waar hij drie jaar actief zou blijven. Hierna ging hij aan de slag in de jeugdopleiding van Superligaen-club Lyngby BK. Na twee jaar werd hij doorgeschoven naar de functie van wedstrijdanalist van het eerste elftal. Een functie die hij een jaar later zou gaan bekleden bij Aalborg BK. Medio 2023 werd hij opgepikt door Sparta Praag, waar hij onder hoofdtrainer en landgenoot Brian Priske de functie van hoofd analist zou oppakken. Slechts een half jaar later, in januari 2024, werd hij gepromoveerd tot assistent-trainer van Priske. Zo maakte Babalola in zijn debuutseizoen bij Sparta Praag deel uit van de dubbel-winnende technische staf van Sparta Praag, want zowel het landskampioenschap als de beker werden gewonnen.
Na afloop van het seizoen verruilde Priske Sparta Praag voor het Nederlandse Feyenoord. Babalola volgde hem en ging opnieuw aan de slag als assistent-trainer. Dit dienstverband duurde tot 10 februari 2025, toen Priske, Babalola en de andere assistent-trainer Björn Hamberg werden ontslagen.

## Erelijst

### Als assistent-trainer
| Competitie              |              |              |              |              |
| Competitie              | Aantal       | Jaren        |              |              |
| Sparta Praag            | Sparta Praag | Sparta Praag | Sparta Praag | Sparta Praag |
| ----------------------- | ------------ | ------------ | ------------ | ------------ |
| 1. česká fotbalová liga | 1x           | 2023/24      |              |              |
| Pohár FAČR              | 1x           | 2023/24      |              |              |
| Feyenoord               |              |              |              |              |
| Johan Cruijff Schaal    | 1x           | 2024         |              |              |

## Trivia
- Babalola heeft een bachelor diploma in Internationale Economie & Marketing.[4]